# Monoxyde de phosphore
Le monoxyde de phosphore est un radical instable de formule chimique PO. C'est l'une des rares espèces moléculaires contenant du phosphore à avoir été détectée hors de notre planète, les autres étant PN, CP, C2P, HCP et PH3. Il a été détecté dans l'enveloppe circumstellaire de VY Canis Majoris, une étoile hypergéante de la constellation du Grand Chien, ainsi que dans la pouponnière d'étoiles identifiée AFGL 5142. On pense que du monoxyde de phosphore produit dans de telles régions a pu être apporté jusqu'à la Terre par des objets interstellaires.

## Propriétés
La molécule est constituée d'atomes d'oxygène et de phosphore unis par une liaison double, avec un électron célibataire sur le phosphore et un ordre de liaison voisin de 1,8. La liaison P=O de PO présente une énergie de dissociation de 6,4 eV. La longueur de liaison de P=O est de 147,6 pm, tandis que PO libre présente une fréquence de vibration infrarouge de 1 220 cm−1 due à l'étirement de la liaison. Le fait que PO soit un radical libre le rend particulièrement réactif comparé aux autres oxydes de phosphore davantage oxydés.
Le spectre des domaines visible à ultraviolet présente trois bandes importantes. Il y a d'abord une bande continue autour de 540 nm. Le système β autour de 324 nm provient de la transition D2Σ→2Π. Le système γ est formé de raies autour de 246 nm dues à la transition A2Σ→2Π. Les pics de cette bande se trouvent à 230, 238, 246, 253  et   260 nm dans l'ultraviolet. Ces différentes raies peuvent être en émission, en absorption ou en fluorescence selon la méthode d'illumination et la température. Il existe également un état excité C’2Δ.
Le système de raies γ peut être décomposé en sous-bandes liées aux différentes transition vibrationnelles. Ces transitions sont nommées (0,0), (0,1) et (1,0) et contiennent chacune huit séries appelées branches : six branches principales, P2, Q2, R2 et P1, Q1, R1, et deux branches satellites : oP12 et sR21.
L'énergie d'ionisation de PO est de 8,39 eV. La molécule s'ionise pour former le cation PO+. L'affinité électronique adiabatique de PO vaut 1,09 eV. PO peut également recevoir un électron pour donner l'anion PO−. À l'état fondamental, re = 147,637 35 pm. Le moment dipolaire de la molécule PO vaut 1,88 D. L'atome de phosphore porte une charge positive partielle équivalente à 0,35 charge élémentaire.

## Réactions
Le radical PO se forme lors de la combustion de phosphore dans l'oxygène O2 ou l'ozone O3. C'est une espèce transitoire observée dans les flammes chaudes ou qui peut être condensé dans une matrice de gaz noble. Il peut également être obtenu par photolyse dans une matrice gazeuse inerte de P4S3O, un oxysulfure de phosphore.
On le prépare au laboratoire par exemple pour étudier la dispersion de l'acide phosphorique H3PO4 dans une flamme. L'acétylène commercial contenant des traces de phosphine, une flamme oxyacétylénique présente de faibles raies d'émission. Dans la flamme, PO s'oxyde en pentoxyde de phosphore P4O10.
L'oxydation du phosphore blanc émet une lueur blanc-verdâtre produite par l'oxydation de PO par l'une des deux réactions PO + O• ⟶ PO2 ou PO + O2 ⟶ PO2 + O•. Il est possible que PO se forme par clivage de molécules P2O elles-mêmes issues de P4O.